# 克劳斯·施瓦布
克劳斯·马丁·施瓦布（德語：Klaus Martin Schwab，1938年3月30日—），德国工程师和经济学家，長期居住於瑞士但至今未加入瑞士國籍。世界经济论坛创办人和执行董事长。

## 生平
1938年出生在德国拉芬斯堡，先后在弗里堡大學拿到经济学博士学位，苏黎世联邦理工学院拿到工程师博士学位，哈佛大学约翰·F·肯尼迪政府学院拿到公共行政硕士学位。还有许多的荣誉博士学位，以及担任以色列的内盖夫本-古里安大学和中国的外交学院的荣誉教授。
1971年成立欧洲管理论坛，随着影响力的不断扩大，1987年改为世界经济论坛，定在每年的一月末在瑞士小镇达沃斯举行。2007年又创建夏季达沃斯论坛，定在每年六月或九月在中国天津或大连举行。
他的妻子Hilde Schwab，也是前任秘书长，和他共同创办了面向社会创业机会的施瓦布基金会。

## 荣誉

### 外国勋章奖章
- 旭日大绶章（日本，2013年11月3日公布[3]）